# Cyclosorus interruptus var. striatus
Variété
Cyclosorus interruptus var. striatus est une variété de fougères d'Afrique tropicale, de la famille des Dryopteridaceae.

## Synonymes
- Aspidium striatum Schumach.
- Dryopteris striata (Schumach.) C.Chr.
- Cyclosorus striatus (Schumach.) Ching